# Koekkruiden

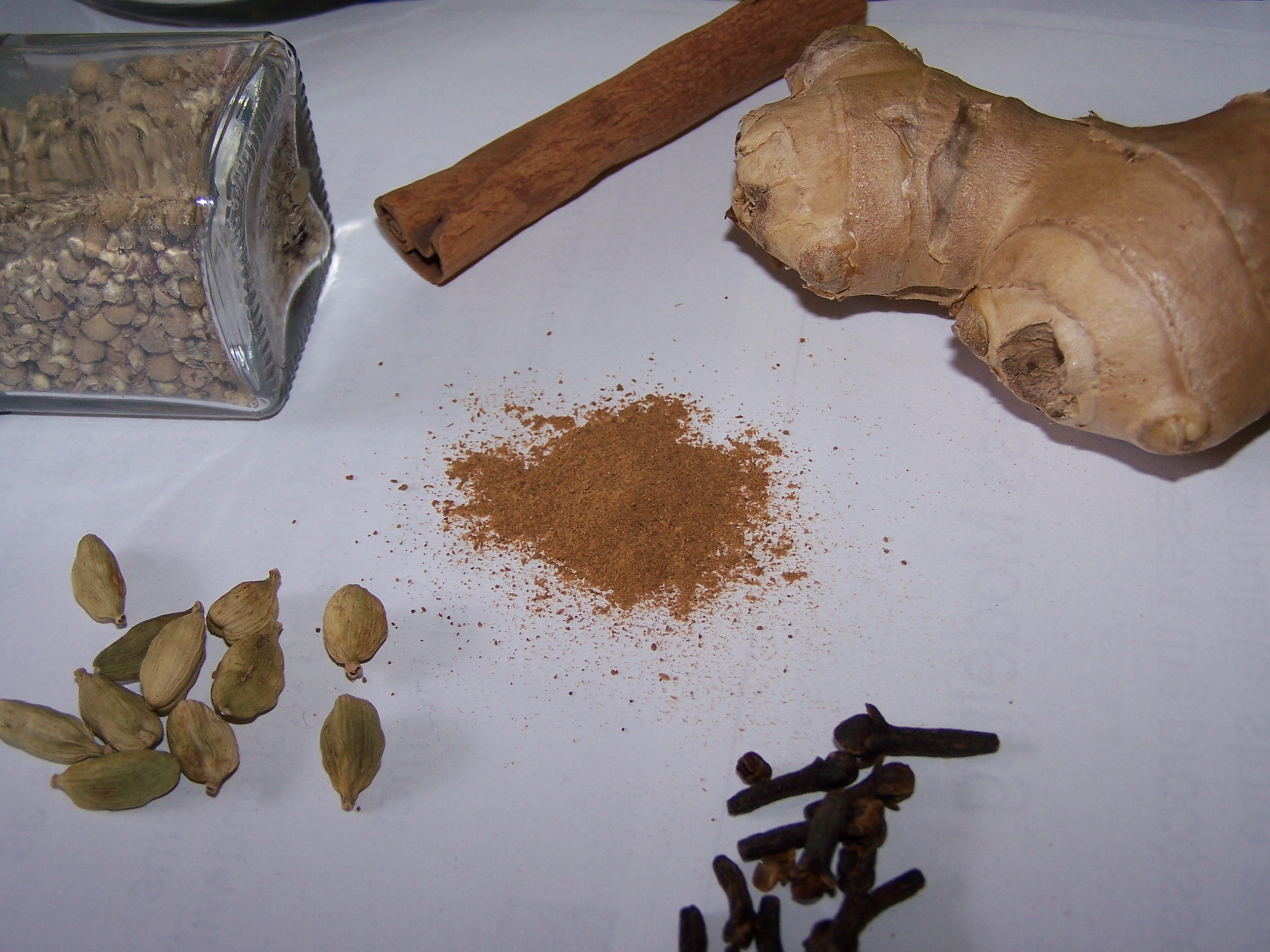
Specerijen die in het mengsel voorkomen

Koekkruiden, koekspecerijen of speculaaskruiden is een mengsel van de specerijen kaneel, nootmuskaat, kruidnagel, gemberpoeder, kardemom, anijs, piment en witte peper, dat wordt gebruikt bij de bereiding van speculaas, kruidkoek en kruidnoten. Het gaat dus eigenlijk niet om kruiden, al wordt het vaak zo genoemd. Specerijen zijn vaak intenser van smaak dan kruiden en worden gemaakt van andere delen van planten, zoals gemalen wortels, bast of zaad. De samenstelling en verhoudingen zijn variabel. Het is mogelijk de specerijen zelf te mengen, zoals traditionele bakkers dat meestal deden, en er zijn ook kant-en-klare mengsels.

## Internationale varianten
- Een mengsel zonder de kardemom heet in Engeland mixed spice of pudding spice.
- In de Verenigde Staten wordt een soortgelijk mengsel pumpkin pie spice genoemd, en gebruikt in pumpkin pie, een taart met een vulling van pompoen-custard.
- In Duitsland wordt naast Spekulatiusgewürz, ook Lebkuchengewürz (voor een soort ontbijtkoek) en Pfefferkuchengewürz (voor peperkoek) verkocht, met vrijwel dezelfde samenstelling. Vaak worden hierbij ook steranijs en zest (het schraapsel van het buitenste deel van de schillen van citrusvruchten) meegemengd.[1]